# Новомейски окръг
Новомейски окръг (на полски: Powiat nowomiejski) е окръг в Североизточна Полша, Варминско-Мазурско войводство. Заема площ от 693,93 км2. Административен център е град Нове Място Любавске.

## География
Окръгът обхваща земи от историческите области Хелминска земя и Помезания. Разположен е в югозападната част на войводството.

## Население
Населението на окръга възлиза на 44 340 души(2012 г.). Гъстотата е 64 души/км2.

## Административно деление
Административно окръгът е разделен на 5 общини.
Градска община:
- Нове Място Любавске

Селски общини:
- Община Бискупец
- Община Гроджично
- Община Кужентник
- Община Нове Място Любавске

## Фотогалерия
- Нове Място Любавске
- Бискупец